# Tolna daedalea
Tolna daedalea là một loài bướm đêm trong họ Erebidae.